# Иван Цонев
Вижте пояснителната страница за други личности с името Иван Цонев.
Иван Иванов Цонев е български кинооператор и режисьор.

## Биография
Роден е в град Гурково на 12 септември 1931 г. Завършил е Държавното полувисше училище за кинематография и фототехника в София (1954). Творческата си кариера започва в новосъздадения Младежки театър в средата на 1950-те години. Неговите портрети са шедьоври на фотографията.
В Студията за хроникални и документални филми заедно с Юлий Стоянов, Невена Тошева, Едуард Захариев и Оскар Кристанов създават модерна школа на съвременното българско документално кино.
Иван Цонев е сред най-значимите творци на българското операторско майсторство със свой оригинален авторски принос за развитието на българската документалистика, като превърна хроникьорството в изкуство с висока естетическа стойност.

## Награди
- „Златна роза“ за филма „Дни“ (Варна, 1966)
- награда на кинокритиката за филма „Другарска среща“ (1966)
- първа награда за филма „30 май – 2 юни“ (VI ФБФ Варна, 1968)
- награда на журито за филма „Откраднатият влак“ (ФБФ Варна, 1971)
- голямата награда „Пауталия“ за филма „Призивът“ (ФБДФ Кюстендил, 1972),
- Втора награда на ФБФ Варна (1972)
- първа награда за филма „Лято на надеждите“ (ФБДФ Кюстендил, 1974)
- първа награда за филма „Въздухът“ (ФБДФ Кюстендил, 1975)
- награда на кинокритиката на МКФ за късометражни филми в Лайпциг, ГДР (1975)
- втора награда за филма „Моето село“ (ФБДФ Кюстендил, 1975)
- втора награда за филма „Паметници“ (ФБДФ Кюстендил, 1975),
- награда „За защита на мира“ на X МКФ в Москва, СССР (1975);
- награда за най-добър филм за филма „Шешкинград“ в лицето на творческия екип на ФБКФ Пловдив (1975),
- втора награда на оператора на ФБДФ Кюстендил (1975)
- награда на СБП за филма „С отворени очи“ в лицето на режисьора и оператора на IX ФБКФ Пловдив (1976)
- награда „Златен ритон“ за филма „Захарий Стоянов“ (IX ФБКФ Пловдив, 1976)
- награда за най-добър филм за „Любен Каравелов – материали от едно проучване“ в лицето на творческия екип на X ФБКФ Пловдив (1978)
- награда „Златен ритон“ за операторска работа на Иван Цонев в съоператорство с Й. Йорданов и Петко Петков за филма „Учители“ (X ФБКФ Пловдив, 1978)
- награда „Златен ритон“ за „Вечният музикант“ (XII ФБКФ Пловдив, 1980),
- награда „Сребърен гълъб“ на XXIII МКФ за късометражни филми в Лайпциг, ГДР (1980),
- специална награда на журито на МКФ за късометражни филми в Лил, Франция (1980)
- награда на БНФ в лицето на режисьора и оператора за филма „Дни в Жеравна“ (ФБКФ Пловдив, 1983)
- награда на МНП за филма „Из историята на българското образование“ (ФБКФ Пловдив, 1987)
- награда „Златен ритон“ за филма „Като на кино“, (ФБКФ Пловдив, 2002 г.)
- Грамота и почетен знак на Съюза на българските журналисти „Златно перо“ за дългогодишно достойно присъствие в киножурналистиката (януари 2013 г.)
- Орден „Св. св. Кирил и Методий“ – втора степен (25 май 2015, връчен от президента Росен Плевнелиев на тържествена церемония в Гербова зала на „Дондуков“ 2 в София)

## Избрана филмография
- Отечествен кинопреглед (Кинохроника), (р+)
- Към изобилие, 1959, (оп+)
- Страшният смях, 1961, (оп+)
- България – осем милиона, 1962, (оп+)
- Културен живот № 12, 1963, (оп)
- Културен живот № 1, 1964, (оп)
- Културен живот № 2, 1964, (оп)
- Културен живот № 4, 1964, (оп)
- Пристанището, 1964, (оп)
- Тролейбус по бул. „Ленин“, 1964, (оп+)
- Дни, 1964, (оп)
- Нашият празник, 1964, (оп+)
- Наши хоризонти, 1964, (оп+)
- Толкова ли съм лош!, 1965, (оп)
- Сол, 1965, (оп) две версии спрени от тогавашната цензура и неизлъчени никога
- Бургаски окръг отдалеч и отблизо, 1965, (оп)
- България – земя, хора, слънце, 1966, (оп)
- Страници от историята на една култура, 1966, (оп)
- Ястребино, 1966, (оп+)
- Другарска среща, 1966, (оп)
- Панаирът в Лайпциг, 1966, (оп)
- Клоунада, 1966, (оп)
- Културен живот № 3, 1966, (оп+)
- План, (от поредицата „Фокус“) 1966, (оп)
- Един плюс един, 1967, (оп)
- Сурвачката, 1967, (оп)
- Театър на поезията и естрадата, 1967, (оп)
- Малката художничка, 1967, (оп)
- Възпоминание за гъбното лято, 1967, (оп)
- Хроника от България № 1, 1967, (оп+)
- 30 май – 2 юни 1967, (оп)
- Хроника от България № 3, 1967, (оп)
- Флоренция, 1968, (оп)
- Изкуството на Сиена, 1968, (оп)
- Кореком (реклама), 1968, (оп)
- На родна земя, 1968, (оп)
- Тракт, 1968, (оп)
- Път през годините, 1968, (оп)
- Измерения, 1968, (оп)
- Небето на Велека, (спрян/непускан по екраните в България) (игр) 1968, (оп)
- Неизвестният от Сиена, 1969, (оп)
- Сватби и разводи, 1969, (оп)
- Банскалии, 1969, (оп)
- Биографична справка, 1969, (оп)
- Великотърновски окръг, 1969, (оп)
- Един век БАН, 1969, (оп+)
- Стомана, 1970, (оп)
- Откраднатият влак, (игр) 1971, (оп)
- Младостта на един завод, 1971, (оп)
- Призивът, 1972, (оп)
- Георги Димитров и синдикалното движение, 1972, (оп)
- Свободното време, 1972, (оп)
- Банско, 1973, (р, оп)
- По долината на Струма, 1973, (р, оп)
- Мелник, 1973, (р, оп)
- Берлински диалози, 1973, (оп)
- Лято на надеждите, 1973, (оп)
- Изпращане, 1974, (оп)
- Моето село, 1974, (р, оп)
- Шешкинград, 1974, (оп)
- Съвършенство, 1974, (оп+)
- Въздухът, 1975, (оп)
- Паметници, 1975, (оп)
- Неделните мачове, (игр) 1975, (оп)
- Уловени мигове, 1975, (оп)
- Захари Стоянов, 1975, (оп)
- Островът, 1975, (оп)
- Провинциалисти, 1975, (оп)
- Златният, 1976, (оп)
- С отворени очи, 1976, (оп)
- След години, 1977, (оп)
- Моми, 1977, (оп)
- Художникът Г. Попов – Джон, 1977, (оп)
- Броени дни, 1977, (оп+)
- Спомени от едно пътуване, 1978, (р, оп)
- Търновските учредители, 1978, (оп)
- След делото, 1978, (оп)
- Испански кооперативи, 1978, (оп)
- Учители, 1978, (оп+)
- Варненската опера в Испания, 1978, (оп)
- Любен Каравелов – материали от едно проучване, 1979, (оп)
- Срещи с Анджей Вайда, 1979, (оп+)
- Вечният музикант, 1979, (оп)
- Там край реката, 1979, (оп)
- Къща-музей, 1980, (р, оп)
- Антонио Гауди, 1980, (оп)
- Срещи в Добруджа, 1980, (оп)
- Димитровският призив, 1980, (оп)
- Трети на Олимп – Злато, 1981, (р, оп+)
- След прожекцията на филма, 1982, (оп+)
- Делниците на бай Георги и Елинка, 1982, (р, оп)
- Дни в Жеравна, 1982, (оп)
- Към биографията на Димитров, 1982, (оп)
- Ден преди юбилея, 1982, (оп)
- Жътва, 1982, (р, оп)
- 5 дни от живота на Димитров, 1982, (оп)
- Воини-строители, 1983, (р, оп)
- Край синия Дунав, 1983, (оп)
- Село край море, 1983, (р, оп)
- Още веднъж за процеса, 1983, (оп)
- Три срещи с фашизма, 1984, (оп+)
- Първите 20 години, 1984, (оп+)
- Дъщерята на посланика Дод, 1985, (оп)
- Един майстор на цигулки, 1985, (р)
- Среща на Елба, 1985, (оп)
- Елпром – Троян, 1985, (р)
- По начин най-благороден, 1985, (оп+)
- Из историята на българското образование, 1985, (р+)
- Априлското въстание, 1986, (р, оп)
- Песни от земята, 1986, (оп)
- Алтернативата, 1987, (оп)
- Николай Павлович, 1987, (р, оп)
- Момчето, което наричаха „Господин Възхищение“, 1987, (оп)
- Равносметка, 1987, (оп)
- Един ден в Розовата долина, (видео) 1987, (р, оп)
- Ловеч – 24 градуса източно от Гринуич, (видео) 1987, (р, оп)
- Интер-програма, (видео) 1987, (р, оп+)
- Благополучен случай, 1988, (оп+)
- Кипровец – една българска надежда, 1988, (оп+)
- С пагони на поручик, 1988, (оп)
- Дух в бутилка, 1988, (р, оп)
- За Ернрот – без пристрастия, 1998, (оп)
- Конституцията като история (Търновската конституция), 1998, (оп)
- Невероятният Каблешков, 1999, (оп)
- Като на кино, 2002, (оп)
- Другарски срещи, 2004, (режисьор и оператор. Единственият филм заснет документално в продължение на 40 години с едни герои.